# Châteaux de Château-Verdun et de Gudanes
Les châteaux de Château-Verdun et de Gudanes désignent plusieurs bâtiments nobles construits aux époques médiévale et moderne sur le territoire du Sabarthès, sur l'actuelle commune de Château-Verdun dans le département de l'Ariège.
Il reste aujourd'hui deux bâtiments : le château médiéval dit « Château de Landres » en ruine qui surplombe le village de Château-Verdun et le Château de Gudanes construit au XVIIIe siècle situé en bordure de la route montant au plateau de Beille sur un replat domine la zone de confluence de l'Aston et de l'Ariège.
Le château de Gudanes, ainsi que le portail et sa grille, les sols de l'allée montante et des trois terrasses, fait l’objet d’un classement au titre des monuments historiques depuis le 14 juin 1994. Menacé de ruine par l'insuffisance de travaux d'entretien, le château a été racheté en 2013. Il est actuellement en restauration.

## Historique

### Le château médiéval de Château-Verdun

#### Hypothèses
À défaut de preuves irréfutables étayées sur des documents d'archives et l'archéologie, l'origine de l'ancien château féodal de Château-Verdun a donné lieu à diverses hypothèses.
En 1840, l'abbé Pezet, prêtre du diocèse de Pamiers attribua sans preuves aux Romains l'édification d'un bâtiment militaire sur le site de Château-Verdun, tout comme ceux de Lordat et de Montréal-de-Sos, afin d'interdire aux populations locales, hostiles à leur occupation, de recevoir des secours venus de l'autre versant des Pyrénées.
En se fondant sur la toponymie et sur la signification du mot « dun » (éminence rocheuse, piton), Adolphe Garrigou fit remonter aux Celtes, la construction du premier bâtiment militaire de Château-Verdun.

#### Premières mentions dans les documents médiévaux

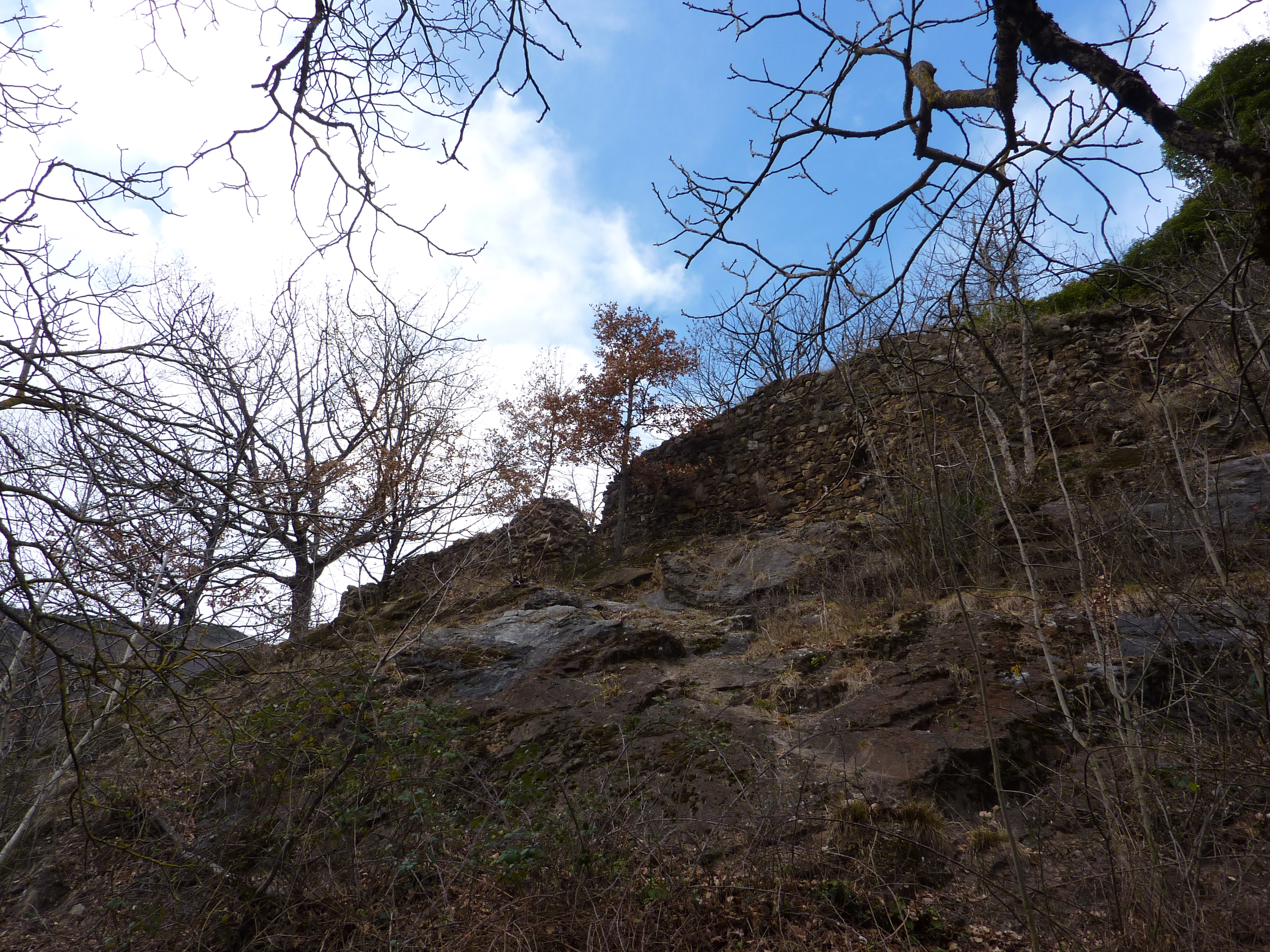
Enceinte extérieure du château vue depuis la chapelle Notre-Dame.

Le premier document écrit qui atteste l'existence d'un château est un acte de 1213 par lequel Raymond-Roger de Foix prête serment avec les comtes de Toulouse, de Comminges et le vicomte de Béarn au roi d'Aragon Pierre II. Par ce geste, le comte de Foix plaçait sous la protection de cet éminent suzerain sa personne et ses biens dont dix-sept châteaux de son comté parmi lesquels figure celui de « Castro Verdunense ».

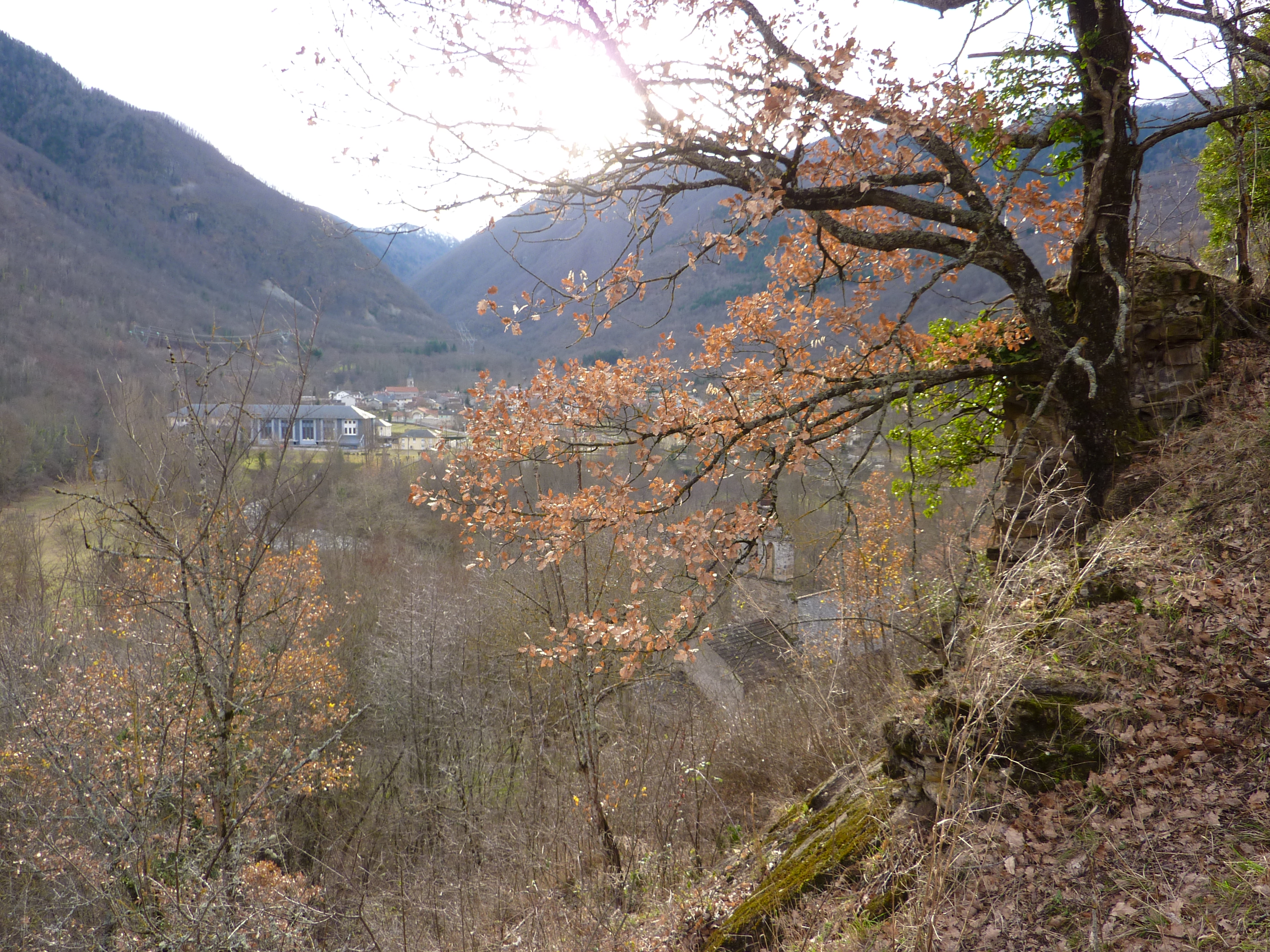
La vallée d'Aston vue depuis les ruines du château médiéval.

Si ce document confirme l'existence de l'ouvrage fortifié, rien n'interdit d'imaginer qu'un château existait déjà bien avant. En effet, on sait avec certitude qu'il y avait des seigneurs à Château-Verdun dès le début du XIIe siècle. Ainsi en 1166, un acte écrit nous révèle qu'un certain Arnaud de Château-Verdun fit des donations à l'abbaye de Boulbonne. 
Arnaud de Château-Verdun garantit par son nom l'existence du château à cette époque. Par conséquent, il est certain que la seigneurie et le château furent érigés bien avant leur apparition dans la documentation écrite dans une zone périphérique et sous-encadrée du comté de Foix laquelle était propice au développement de seigneuries indépendantes. D'ailleurs, les membres de cette famille seigneuriale de Château-Verdun n'apparaissent jamais au XIIe siècle dans les actes du comte de Foix ou parmi le conseil des seigneurs du comté ce qui soulignerait leur indépendance dans un premier temps du pouvoir comtal. À partir du XIIIe siècle en revanche et jusqu'à la fin du Moyen Âge, les membres du lignage de Château-Verdun furent profondément impliqués dans la politique des comtes de Foix alors qu'ils en semblaient absents au siècle précédent. Présents dans les actes de la vie courante du comte, certains occupent des fonctions judiciaires ou administratives comme la sénéchaussée du comté de Foix au cours du XIVe siècle.

#### Description des vestiges du château médiéval de Château-Verdun
Le château médiéval mentionné dans la documentation écrite occupe aujourd'hui un verrou qui sert de support à la fortification et qui s'élève à une quarantaine de mètres au-dessus de la vallée de l'Aston. Le verrou est proche du lieu de confluence entre la rivière de l'Aston et celle de l'Ariège. Tout autour de la « motte castrale », s'organise l'actuel village de Château-Verdun dont la forme laisse penser que l'habitat fut planifié, loti et fortifié au Moyen Âge par une autorité seigneuriale.

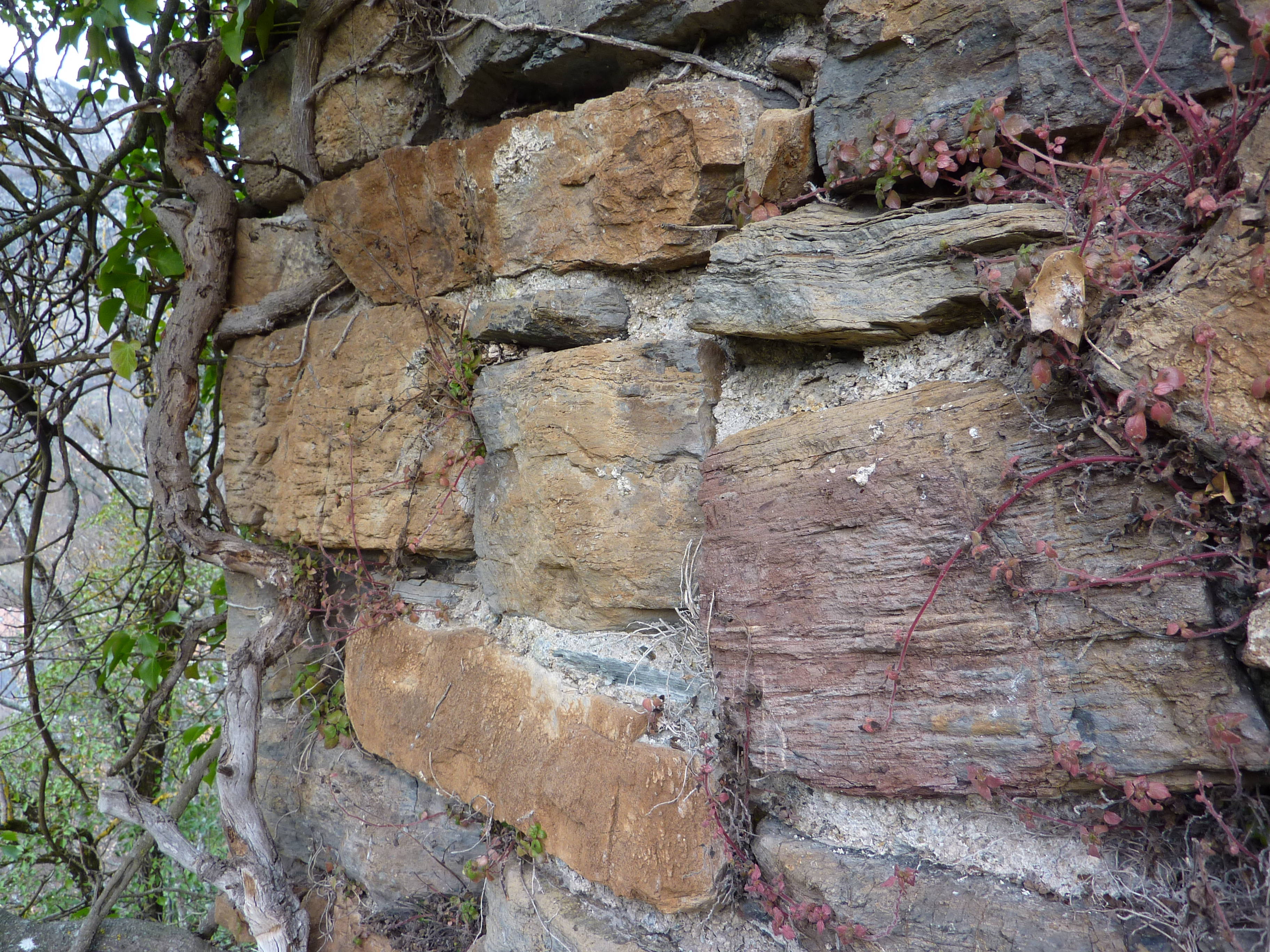
Vue rapprochée d'un mur de l'enceinte supérieure.

L'emplacement du château traduit une volonté de rapprochement avec la société civile et une volonté de contrôler une importante voie marchande proche du val d'Ariège. Côté nord du verrou, une falaise surplombant le village protège la fortification alors qu'au sud les pentes sont fortes mais praticables. Le sommet du roc est ovale et occupé par les vestiges de deux enceintes qui protégeaient l'édifice tout en épousant la forme du relief. Elles mesurent environ 1 m d'épaisseur sur 5 m de hauteur. L'édifice arbore une couleur rouille due à la présence de ferrite dans toutes les pierres schisteuses ou gneissiques. Ces blocs sont sans doute issus de la récupération des pierres des travaux miniers ou peut être issus du verrou lui-même. Ces pierres sont de tailles moyennes, reliées entre elles par un mortier de chaux. Elles sont taillées au moins sur leur face extérieure. Les matériaux et la technique utilisée laissent à penser que ces bâtiments ont été construits en une seule phase.
Le seul pan de mur qui apparaît le plus ancien est celui de l'enceinte extérieure situé à l'est. Cette construction moins soignée et sans blocage composée parfois de galets granitiques de petites tailles pourrait être d'origine plus ancienne que les autres vestiges.
Au sud, du côté de l'actuelle chapelle Notre-Dame, deux contreforts soutiennent l'enceinte extérieure dans laquelle deux ouvertures rectangulaires ont été percées et permettaient de surveiller l'espace entre les deux enceintes. D'autres ouvertures pratiquées à moins de 2 mètres du sol devaient avoir une fonction d'éclairage. 

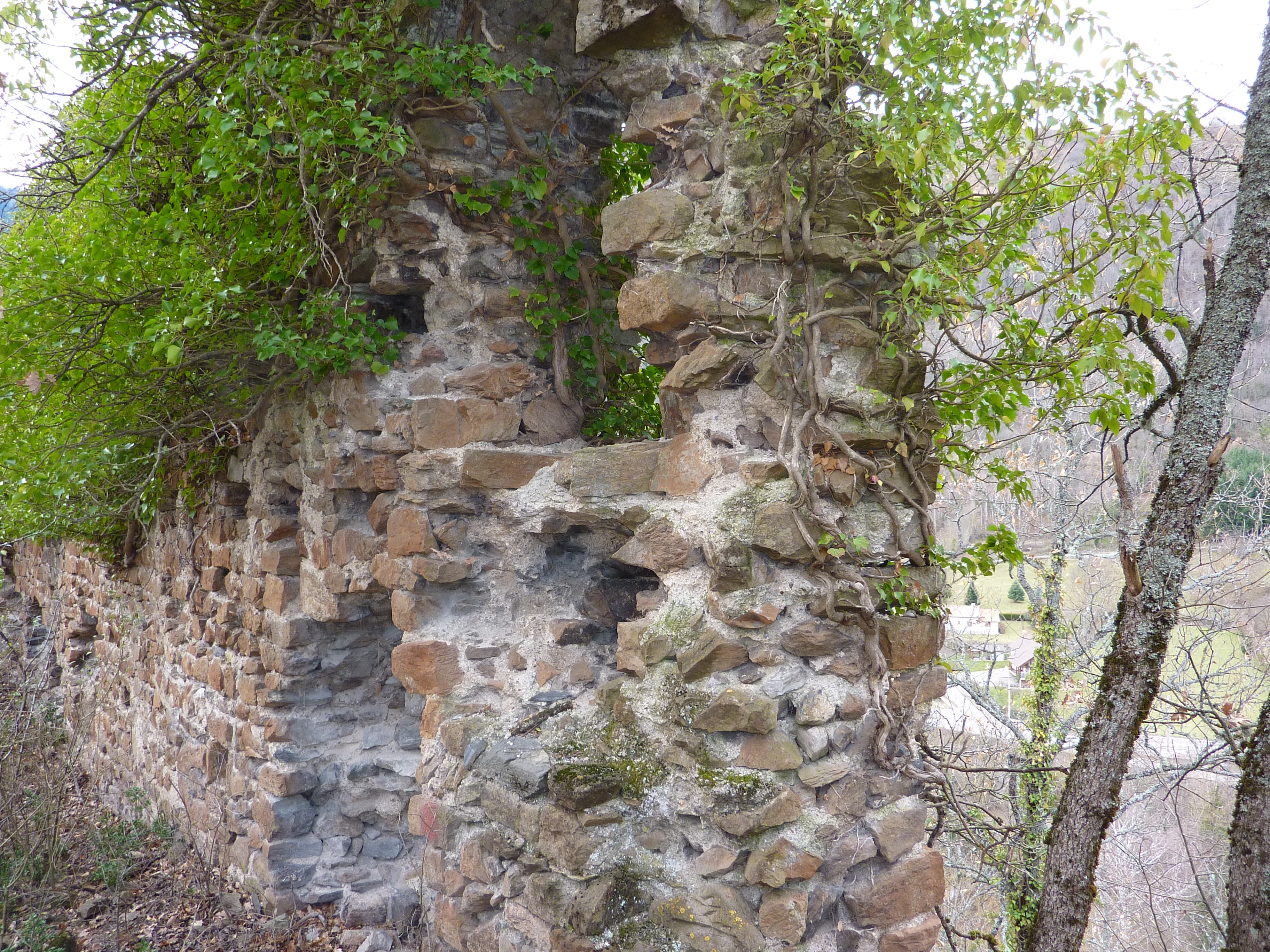
Murs percés d'ouvertures de la partie habitée du château du côté du village de Château-Verdun.

Au nord du château du côté du village de Château-Verdun, un pan de mur est resté intact jusqu'à une élévation de 5 m. À l'extrémité est de ce mur, on voit nettement l'amorce d'une porte qui donnait accès à l'espace entre les deux enceintes. Ce même mur est percé dans les deux premiers mètres de haut de six petites ouvertures carrées qui servaient à faire entrer la lumière à l'étage inférieur du bâtiment. Il est fort peu probable qu'elles aient servi de meurtrières car leur angle de tir et de surveillance est très réduit. Plus en hauteur sur ce mur se trouvent quatre ouvertures de grande taille de 1 mètre environ de hauteur et toute voûtées en plein cintre. Elles permettaient de faire réellement entrer la lumière à l'intérieur de cet espace, bien mieux que les petites ouvertures de l'étage inférieur. C'est sans doute dans cette partie-là que se trouvait l'étage d'habitation. Les différences de tailles entre toutes ces ouvertures laissent à penser que leur aménagement s'est fait par étapes et qu'il ne s'agit pas de la caractéristique du mur d'origine.
En revanche, le mur sud du côté de la chapelle est en trop mauvais état pour que l'on puisse juger de sa fonction défensive ou résidentielle. La présence d'un donjon reste hypothétique. Soit il était adossé au mur nord surplombant le village comme semble l'attester les nombreuses ouvertures citées précédemment. Soit il était situé à l'ouest de l'enceinte supérieure du côté de la rivière de l'Aston car on repère les marques d'un mur séparant cette enceinte et créant un espace d'une quarantaine de mètres carrés au sol. Dans les deux cas, si le donjon a existé, il n'occupait pas une position centrale car le site et les vestiges ne s'y prêtent pas.

#### Le château médiéval et les co-seigneurs de Château-Verdun
Au XIIIe siècle, les membres du lignage de Château-Verdun étaient presque tous de fervents cathares qui donnèrent asile en leur château à ceux qui étaient pourchassés par l'inquisition notamment après la chute de Montségur. Dans sa déposition du 7 aout 1320 devant l'évêque Jacques Fournier, futur pape Benoît XII, l'ex-dame de Montaillou, Béatrice de Planissoles, fit le récit d'une touchante scène de séparation qui se déroula dans le château de Château-Verdun entre 1245 et 1247. Elle lui rapporta que pour la décider à partir avec lui en Lombardie auprès des cathares réfugiés là bas, son écuyer Raimond Roussel lui cita en exemple deux dames de Château-Verdun, Alesta et Séréna, qui avaient tout abandonné pour s'y rendre. Avant de partir lui dit-il, l'une d'elles avait voulu embrasser son enfant au berceau. Le nourrisson ne cessant de lui sourire, elle revint plusieurs fois vers lui et ne put se résoudre à le quitter qu'en le faisant rapidement emmener hors de sa vue par sa nourrice.
Dans les années 1270, le comte de Foix restitua la seigneurie confisquée pour fait d'hérésie au seigneur Aton-Arnaud de Château-Verdun contre une forte somme d'argent. Aton-Arnaud finit par s'enfuir en Italie et il est fort probable que la seigneurie et le château échut à l'un de ses parents. Le lignage souffrit peu des affres de la période cathare contrairement à de nombreuses familles seigneuriales du midi qui furent confinées dans des rôles de second plan durant le bas Moyen Âge. Au début du XIVe siècle, Pierre-Arnaud de Château-Verdun demeurait un proche du comte de Foix car il occupait le rang de sénéchal du comté.
La première mention écrite attestant de l'existence d'une co-seigneurie à Château-Verdun remonte à 1244. En mars de cette même année, Aton-Arnaud et Garcia-Arnaud de Château-Verdun prêtent serment à Roger, comte de Foix, pour le castrum de Château-Verdun et tout ce qu'ils possèdent dans la vallée de Siguer.
Cette co-seigneurie était partagée entre les membres de ce même lignage, mais à partir de la fin du XIIIe siècle elle devient plus complexe et s'ouvrit à d'autres familles. Dès 1293, les Batalha devinrent co-seigneurs avec ceux de Château-Verdun, les Miglos dès 1372, les Saquet et les Montfort au début du XVe siècle. La terre et le château de la co-seigneurie restèrent indivis, les co-seigneurs se partageant les droits et les rentes produits par celle-ci. Un jugement souverain en réformation rendu le 2 mai 1670 pour la seigneurie de Château-Verdun par la table de marbre de Toulouse reproduit un extrait d'une pièce du répertoire et inventaire des titres secrets des comtes de Foix. Dans cette pièce, il est précisé qu'en 1445, les co-seigneurs de Château-Verdun « étaient seigneurs pariers, avaient chacun leurs rentes et paysans, châteaux, biens et droits séparés, sauf que le moulin, les pâturages et le château principal qui étaient en commun ».
Il ressort de ce document que le château médiéval était encore intact au milieu du XVe siècle. Pourtant depuis le milieu du XIIIe siècle, certains co-seigneurs possédaient une demeure particulière à proximité du château, sur le pech dit de Gudanes comme Pierre-Arnaud de Château-Verdun qui possédait un « ostal noble ». En 1321 et 1323, le tribunal d'inquisition de Pamiers y tint audience.
C'est vraisemblablement entre le XVe et le début du XVIIe siècle que le château médiéval fut abandonné et ruiné. En effet, Jérôme de Sales, seigneur d'Aston et principal co-seigneur de Château-Verdun pour les deux tiers, signala à Froidour, grand maître des Eaux et forêts en 1669, « qu'il est resté par indivis et en commun, un grand et vieux château ruyné ». Ce que confirmèrent les consuls de la Baronnie de Château-Verdun le 16 décembre 1671 lorsqu'ils déclarèrent lors du dénombrement du pays de Foix que « les masures d'un vieux château ruyné, appelé de Leudre, appartiennent en commun aux co-seigneurs ».

### Les premiers châteaux de Gudanes (XIIIe-XVIIIesiècle)

#### De l'Ostal noble au château de Gudanes
Comme vu précédemment, il existait dès le XIIIe siècle, une demeure seigneuriale sur le pech de Gudanes à quelques centaines de mètres du vieux château médiéval. L'origine de cet ostal noble est ignorée ainsi que de sa forme. Entre juin et juillet 1256, Stéphanie Pradier, une cathare, fait une déposition devant l'inquisition de Carcassonne. Elle affirme avoir été accueillie à Gudanes par Raimond Batalha co-seigneur de Château-Verdun. Selon ses dires, elle aurait résidé en ce lieu pendant près de 6 mois avec plusieurs autres compagnes où elle aurait reçu la visite de dame Auda, veuve de Pons-Arnaud de Château-Verdun principal co-seigneur. D'autres hérétiques y furent hébergés entre 1245 et 1247. Le château est par la suite mentionné dans un document de 1445 sous le terme "ostal de Agudanas".

Le 13 septembre 1549, Raimond de Sales dont les descendants possédèrent Gudanes jusqu'à la Révolution rendit hommage pour le château de Gudanes et la seigneurie de Château-Verdun à Henri III d'Albret, comte de Foix-Béarn et roi de Navarre. 

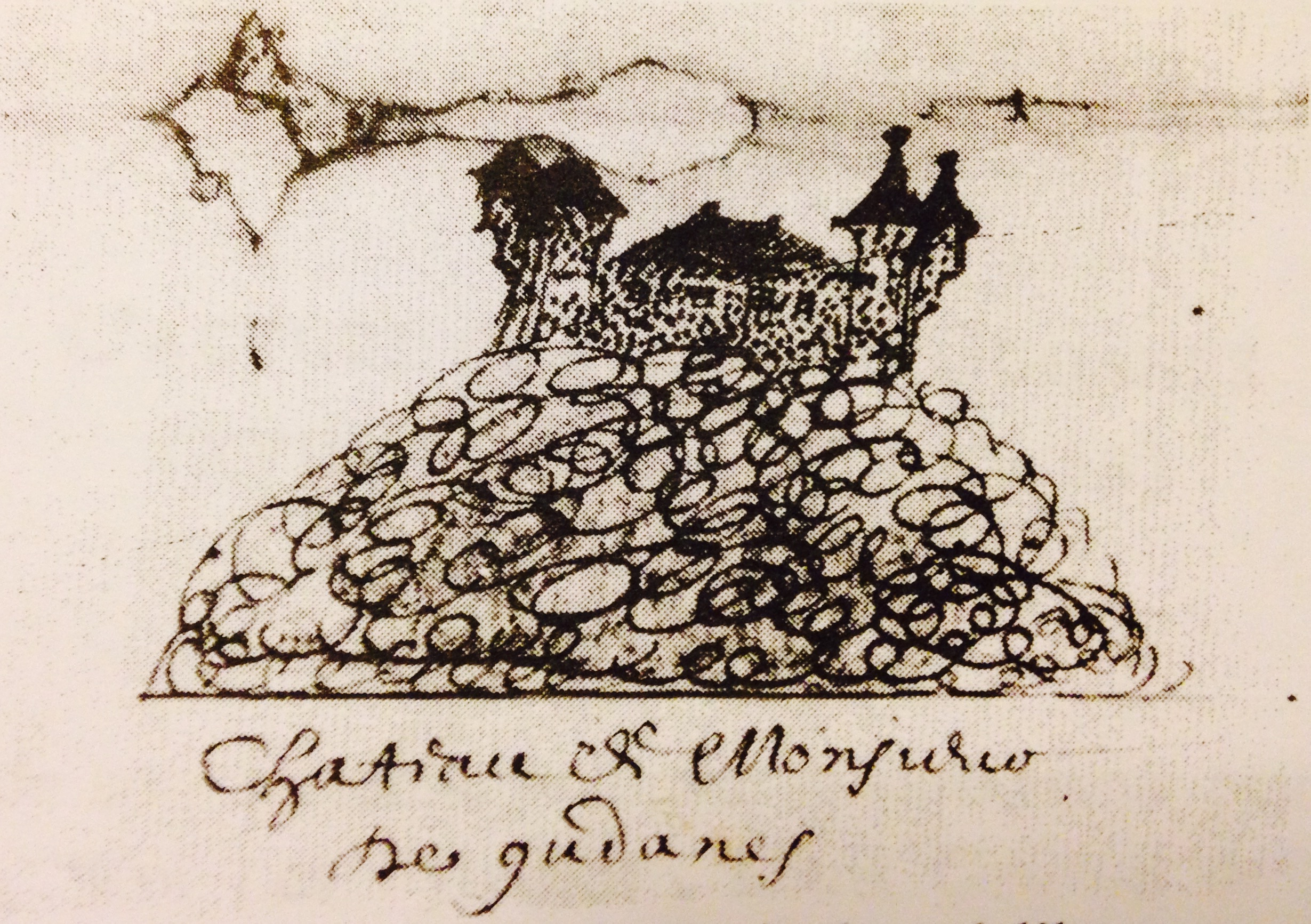
Représentation réaliste ou fantaisiste du château de Gudanes en 1669.

À l'époque des guerres de Religion, qui causèrent de grands ravages dans le Sabarthès, le château appartenait à Fantillon de Sales. Ce dernier, défenseur farouche du protestantisme, accorda l'asile aux Protestants qui avait fui Pamiers. Beaucoup furent cependant massacrés aux Cabannes le 25 mai 1567 par une bande armée de Castelnau-Durban. Le 27 septembre 1568, ce même Fantillon de Sales s'empara aux côtés de Jean-Claude de Lévis dit "le sire d'Audou" du château de Tarascon tenu par les catholiques et fit précipiter le curé d'Ornolac dans l'Ariège en contrebas. En 1580, les habitants des villages de la baronnie, qui ne partageaient pas les convictions religieuses de leur seigneur, assiégèrent le château de Gudanes. Fantillon de Sales fut contraint de quitter le château de nuit pour s'échapper dans les montagnes. Les assiégeants saccagèrent le château, pillant les meubles, détruisant les documents importants. Ils le démolirent sans qu'il soit possible de dire dans quelle mesure. Revenu quelques années après, Fantillon de Sales fut massacré dans des conditions obscures près de Gudanes par les habitants du lieu. Le château fut par la suite réparé ou reconstruit car on le retrouve par la suite dans la documentation.
En 1669, l'arpenteur Bribes agissant sur ordre de Louis de Froidour avec pour mission de reconnaître les bornes et limites de la baronnie de Château-Verdun dessina le château de Gudanes sur un feuillet du plan montrant les bois du domaine. Hélas, il n'est pas possible de dire s'il s'agit d'une représentation réaliste ou fantaisiste.
Le château se transmet par la suite de père en fils au sein de la famille de Sales : Jérôme de Sales (jusqu'en 1692), son fils Jean-Pierre (1672-1724) et enfin Louis Gaspard de Sales qui y naquit le 8 janvier 1707. C'est ce dernier qui fit reconstruire le château tel qu'on peut encore le voir aujourd'hui.

#### Le château de Gudanes (XVIIIesiècle)

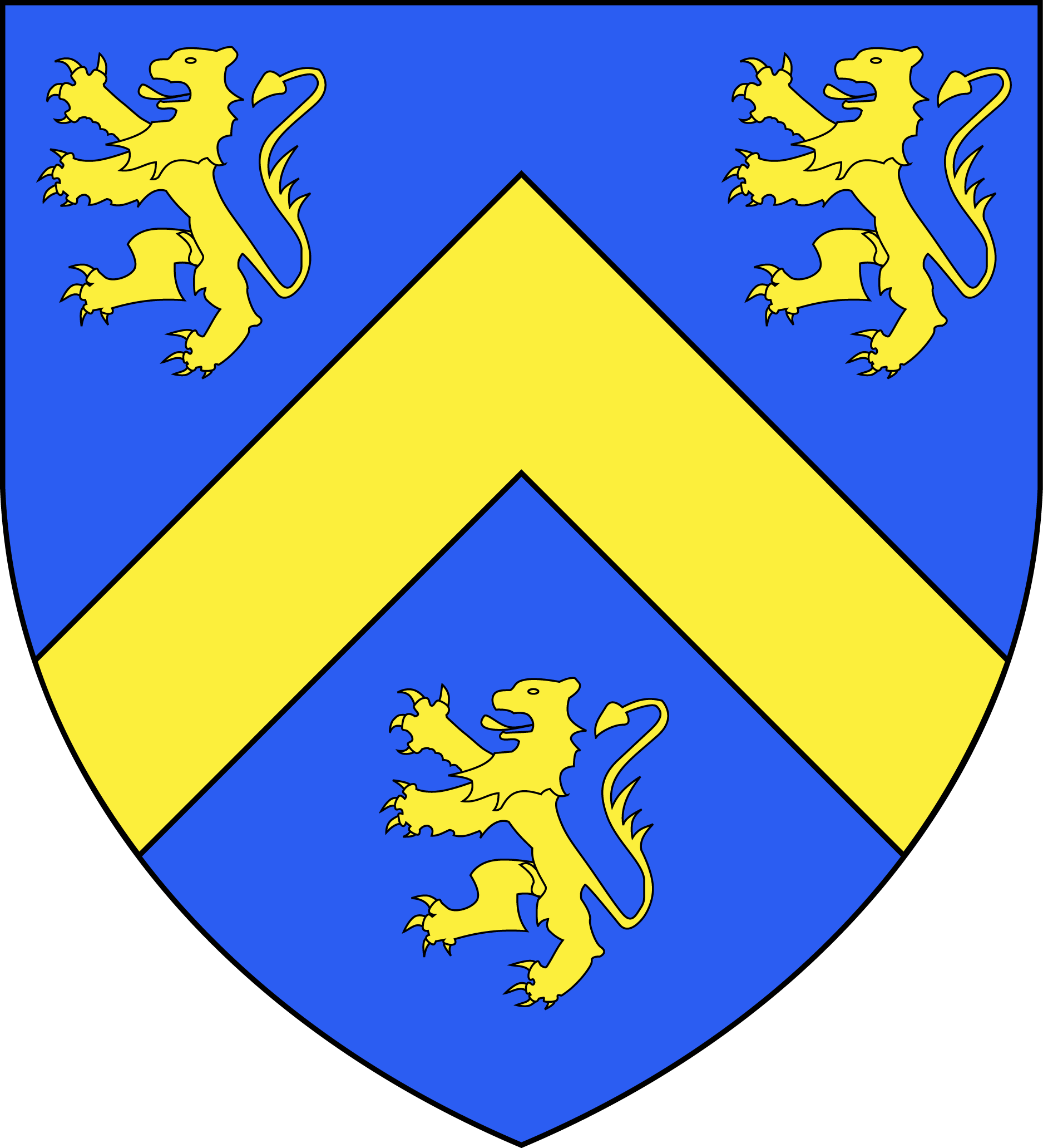
Reconstitution probable des armes de Louis Gaspard de Sales "d'azur au chevron d'or accompagné de trois lionceaux du même".

Surnommé à Toulouse sans que l'on en connaisse l'origine, le "Roi des Pyrénées", Louis Gaspard de Sales "marquis de Gudanes, baron de Château-Verdun et d'Aston, seigneur de Montgaillard, Luzenac, Lordadais et autres places, commandant pour le Roi dans la province de Foix" laissa un empreinte importante dans l'histoire du château. Riche par ses titres et attributions, par l'étendue de son domaine, de ses forêts, mines de fer, montagnes et de ses 6 forges à la catalane disséminées dans la vallée d'Aston, Louis Gaspard de Sales entendait tenir son rang de grand seigneur et vivre dans le luxe. Pour cette raison, il entreprit la construction du château actuel vers 1741. Une délibération du Conseil politique des dix villages de la baronnie de Château-Verdun et d'Aston datée du 4 avril 1741 précise que deux jours de corvées devaient être effectués par chacun des chefs de maison afin d'alléger les dépenses considérables faites par le seigneur dans les travaux de construction. Les travaux durèrent jusqu'aux environs de 1750. Les jardins furent aménagés à la même époque. La façade ouest donnant sur l'Aston ne présente guère d'originalité à part la tourelle à toit hexagonal, subsistance possible du bâtiment précédent. En revanche, la façade principale à l'est qui fait face au soleil levant est de style néo-classique et présente un soubassement important, deux niveaux de fenêtres et un comble à lucarnes. L'avant-corps central est surmonté d'un fronton. L'intérieur présente des pièces en enfilade, aux plafonds à la française et aux décors de stuc ou de bois sculpté. Surmontant le Pech de Gudanes, visible de loin en longeant cette partie de la vallée de l'Ariège, le château était à cette époque la plus imposante demeure seigneuriale du pays de Foix. Louis Gaspard de Salles étant seigneur justicier et faisant tenir un tribunal pour ses seigneuries d'Aston et de Château-Verdun, le château de Gudanes était doté d'une prison dans ses sous-sols. Louis Gaspard de Sales ne séjournait pas continuellement à Gudanes, notamment à la fin de sa vie ou son activité politique le portait à résider le plus souvent à Toulouse dans son hôtel particulier situé place de la Trinité. Lorsqu'il logeait à Gudanes, le marquis s'employait à gérer ses affaires, recevait les membres de la noblesse comme le duc de Lévis-Mirepoix ou des beaux esprits et hommes de lettres comme Laurent Angliviel de la Beaumelle. Louis Gaspard de Sales fit sa connaissance à Toulouse alors que celui-ci, ami de Voltaire, avait défendu Calas.
En 1776, les parcs et les jardins du château furent dévastés par la crue exceptionnellement forte de l'Aston.
Le train de vie fastueux du marquis, ses prétentions à jouer un rôle politique important et la mauvaise gestion de ses forêts, pâturages, mines et forges dégradèrent considérablement sa situation financière. De plus, les dernières années de sa vie furent obscurcies par la mort de son épouse Marie de Lordat, de trois de ses fils et de l'ainé de ses petits-fils. En 1783, Louis Gaspard de Sales se décide à faire donation du château de Gudanes et de son domaine à sa fille Marie Thérèse Joséphine. Celle-ci avait épousé en 1768 Louis Guillaume Antoine de Mengaud de La Hage, président à mortier du Parlement de Toulouse depuis 1775.
Mengaud de La Hage, gendre du vieux marquis, ne résidait pas en permanence à Gudanes, préférant lui aussi la capitale du Languedoc où ses fonctions et la vie mondaine le retenaient.

## Monument historique
Certains composants et le château sont classés au titre des Monuments historiques par arrêté du 14 juin 1994.